# Filippo Baroncini
Filippo Baroncini (Massa Lombarda, 26 augustus 2000) is een Italiaans wielrenner die anno 2024 rijdt voor UAE Team Emirates.

## Carrière
Tussen 2019 en 2020 reed Baroncini bij de Italiaanse wielerploeg Team Beltrami Tsa-Hopplà-Petroli Firenze, die vooral actief is in de UCI Europe Tour. In 2021 reed hij voor één seizoen bij Team Colpack Ballan. In 2021 won hij een etappe in de Ronde van Italië voor beloften en zegevierde hij in de wegwedstrijd op de WK voor beloften. In 2021 ging hij per augustus als stagiair rijden voor Trek-Segafredo. Nadien kreeg hij een profcontract aangeboden en zou twee jaren rijden in Amerikaanse dienst. Per 2024 startte hij bij UAE Team Emirates en won in september zijn eerste profzege toen hij na een solo van bijna veertien kilometer als eerste over de eindstreep kwam in de Super 8 Classic. In juni 2025 won hij het eindklassement in de Ronde van België, zonder ook maar op het podium te eindigen in een van de vijf etappes. Hij reed enkele dagen de tweede tijd op het Italiaanse kampioenschap tijdrijden voor elite. In augustus 2025 reed hij voor het eerst de Ronde van Polen waar hij in de derde etappe moest afstappen na een valpartij. Baroncini reed op tegen een muur en moest naar het ziekenhuis wegens zijn verwondingen. Zo brak Baroncini een sleutelbeen en nekwervel en had hij ook diverse botbreuken in zijn gezicht. Hij werd nog enkele dagen in kunstmatige coma gehouden.

## Overwinningen
2021
4e etappe Ronde van Italië voor beloften (ITT)
 Italiaans kampioen tijdrijden, beloften
2e etappe L'Etoile d'Or
GP Ezio del Rosso
 Wereldkampioen op de weg, Beloften
2024
Super 8 Classic
2025
Eindklassement Ronde van België

## Resultaten in voornaamste wedstrijden
| Jaar | Ronde van Italië | Ronde van Frankrijk | Ronde van Spanje |
| ---- | ---------------- | ------------------- | ---------------- |
| 2022 |                  |                     |                  |
| 2023 |                  |                     |                  |
| 2024 |                  |                     | 66e              |
| 2025 | 78e              |                     |                  |

| Jaar | Gent-Wevelgem | Amstel Gold Race |  | WK op de weg |
| ---- | ------------- | ---------------- |  | ------------ |
| 2022 |               | 91e              |  |              |
| 2023 |               |                  |  | opgave       |
| 2024 |               |                  |  |              |
| 2025 | opgave        |                  |  |              |

## Ploegen
- 2019 –  Team Beltrami Tsa-Hopplà-Petroli Firenze
- 2020 –  Beltrami TSA Marchiol
- 2021 –  Team Colpack Ballan
- 2021 –  Trek-Segafredo (stagiair vanaf 1 augustus)
- 2022 –  Trek-Segafredo
- 2023 –  Trek-Segafredo
- 2024 –  UAE Team Emirates
- 2025 –  UAE Team Emirates

Bernard · Brambilla · Ciccone · Conci · Eg · Egholm · Elissonde · Gebreigzabhier · Kamp · Kirsch · De Kort  · Liepiņš · López · Mollema · Mosca · Moschetti · Mullen · A. Nibali · V. Nibali · Pedersen · Quarterman · Reijnen · Ries · Simmons · Skjelmose Jensen · Skujiņš · Stuyven · Theuns · Tiberi · Baroncini (stagiair) · Hellemose (stagiair) · Hoole (stagiair)
Aberasturi · Baroncini · Bernard · Brambilla · Brustenga · Cataldo · Ciccone · Egholm · Elissonde · Gallopin · Gebreigzabhier· Hellemose · Hoelgaard · Hoole · Kamp · Kirsch · Liepiņš · López · Mollema · Mosca · Moschetti · Pedersen · Pellaud · Simmons · Skjelmose Jensen · Skujiņš · Stuyven · Theuns · Tiberi · Tolhoek · Vergaerde · Nys (stagiair) · Vacek (stagiair)
Aberasturi · Baroncini · Bernard · Brustenga · Cataldo · Ciccone · Elissonde · Gallopin · Gebreigzabhier · Hellemose · Hoelgaard · Hoole · Kirsch · Liepiņš · López · Mollema · Mosca · Nys · Mad.Pedersen · Simmons · Skjelmose · Skujiņš · Stuyven · Tesfatsion · Theuns · Tiberi (tot 28/4) · Tolhoek · Vacek · Vergaerde · Aebersold (stagiair) · Mar.Pedersen (stagiair) · Teutenberg (stagiair)
Almeida · Arrieta · Ayuso · Baroncini · Bax · Bjerg · Christen · Covi · del Toro · Fisher-Black · Großschartner · Hirschi · Hodeg · Laengen · Majka · McNulty · Molano · Morgado · Novak · I. Oliveira · R. Oliveira · Pogačar · Politt · Sivakov · Soler · Ulissi · Vine · Vink · Wellens · Yates